# Calophya rotundipennis
Calophya rotundipennis är en insektsart som beskrevs av White och Hodkinson 1980. Calophya rotundipennis ingår i släktet Calophya och familjen Calophyidae. Inga underarter finns listade i Catalogue of Life.